# Zentralgefängnis Freetown
Das Zentralgefängnis Freetown (englisch Freetown Central Prison; umgangssprachlich meistens Pademba Road Prison) ist seit dem 14. März 1914 das Zentral- und Hochsicherheitsgefängnis von Freetown, der Hauptstadt von Sierra Leone. Es liegt an der Pademba Road im Zentrum der Stadt. Das Gefängnis wurde für 324 Gefangene gebaut und beherbergte im Jahr 2020 insgesamt 1407 Gefangene, die von nur 15 Wächtern beaufsichtigt wurden. 2018 gab es dort 2215 Insassen.
Im Jahr 2010 konnten mehrere Haftinsassen, die wegen schwerster Verbrechen verurteilt waren, aus dem Gefängnis ausbrechen. Nach offiziellen Zahlen waren 19 Insassen geflohen, Augenzeugen berichten von etwa 30 Personen, die ausgebrochen waren. Der Gefängnisdirektor wurde in der Folge entlassen und 18 Personen, darunter Gefängnisbeamte, festgenommen.
Der Neubau eines Gefängnisses an anderer Stelle und die Schließung des Zentralgefängnisses sind geplant (Stand 2019).
Als es im Zuge der Covid-19-Pandemie in Sierra Leone im Jahr 2020 auch im Zentralgefängnis zu einer Ansteckung kam, mündete dies am 29. April 2020 in einem Gefängnisaufstand und einem Brand, den die Haftinsassen gelegt hatten. Einige dutzend Insassen starben. Bei dem Brand wurden alle Haftunterlagen vernichtet. Der Aufstand wurde durch die Sierra Leone Armed Forces beendet.

## Einrichtungen, Bedingungen
Das Gefängnis ist überfüllt. Berichte beschreiben die Versorgung mit Nahrungsmitteln sowie die Medikamenten als „katastrophal“ und die Bedingungen als „schlecht und grausam“.
Etwa drei Personen teilen sich zurzeit eine für eine Person ausgelegte Zelle. Betten, Matratzen und sanitäre Einrichtungen stehen nicht zur Verfügung. Es gibt keine Strom- oder Wasserversorgung. Ausbrüche sind an der Tagesordnung, vor allem auch weil das Sicherheitspersonal nur unzureichenden Lohn erhält und für Bestechungen jederzeit offen ist. Viele Gebäude sind in einem so maroden Zustand, dass Dächer einstürzen. Grundsätzlich müssen die Gefangenen selber in allen Gebäuden des Gefängnisses für Sauberkeit sorgen. Hauptproblem sind die hygienischen Bedingungen und der Mangel an sanitären Einrichtungen, der Mangel an Nahrung und medizinischer Versorgung.